# 曽根勇二
曽根 勇二（そね ゆうじ、1954年 - ）は、日本の歴史学者。

## 略歴
静岡市生まれ。1977年東洋大学文学部史学科卒業。79年同大学院文学研究科日本史学専攻修士課程修了。89年東洋大学文学部史学科助手。1993年横浜市歴史博物館学芸課学芸係長。2003年横浜市八聖殿郷土資料館に勤務。2005年「近世国家の形成と戦争体制」で東洋大学文学博士。横浜都市発展記念館・横浜ユーラシア文化館職員。

## 著書

### 単著
- 『片桐且元』吉川弘文館〈人物叢書〉、2001年3月。ISBN 978-4642052214。オンデマンド版　2024年10月　ISBN　9784642752213
- 『近世国家の形成と戦争体制』〈歴史科学叢書〉2004年9月。ISBN 978-4751735602。
- 『秀吉・家康政権の政治経済構造』校倉書房〈歴史科学叢書〉、2008年7月。ISBN 978-4-7517-3960-0。
- 『大坂の陣と豊臣秀頼』吉川弘文館〈敗者の日本史〉、2013年5月。ISBN 978-4-642-06459-0。

### 共編
- 木村直也、曽根勇二 編『国家と対外関係』新人物往来社〈新しい近世史 2〉、1996年6月。ISBN 978-4404023513。
- 山本博文編、堀新との編著
  - 『消された秀吉の真実　徳川史観を越えて』柏書房、2011年6月。ISBN 978-4-7601-3994-1。
  - 『偽りの秀吉像を打ち壊す』柏書房、2013年1月。ISBN 978-4-7601-4217-0。
  - 『戦国大名の古文書　東日本編』柏書房、2013年7月。ISBN 978-4-7601-4281-1。
  - 『戦国大名の古文書　西日本編』柏書房、2013年11月。ISBN 978-4-7601-4297-2。
  - 『豊臣政権の正体』柏書房、2014年6月。ISBN 978-4-7601-4411-2。
  - 『豊臣秀吉の古文書』柏書房、2015年1月。ISBN 978-4-7601-4539-3。
  - 『徳川家康の古文書』柏書房、2015年11月。ISBN 978-4-7601-4640-6。
  - 『織田信長の古文書』柏書房、2016年1月。ISBN 978-4-7601-4641-3。
- 渡邊大門 編『戦国史の俗説を覆す』柏書房、2016年10月。ISBN 978-4-7601-4751-9。

## 注
1. ↑  『大坂の陣と豊臣秀頼』著者紹介